# Rançonnière
Die Rançonnière (im Quellbereich auch Le Bied) ist ein kleiner Fluss im Jura. Sie bildet fast auf ihrem ganzen Lauf die Grenze zwischen dem Schweizer Kanton Neuenburg und der französischen Region Bourgogne-Franche-Comté.

## Geographie

### Verlauf
Die Rançonnière entspringt einer Karstquelle in einem Felsental an der Nordseite des Col des Roches westlich von Le Locle und heißt im Quellbereich auch Le Bied.  Ihr Wasser stammt größtenteils aus der vom Col des Roches abgesperrten, nur wenige Meter höher liegenden sumpfigen Ebene des Marais du Col de Roches bei Le Locle. Der durch das Feuchtgebiet fließende, kanalisierte Bach Bied sammelt das Wasser mehrerer Quellbäche in den Bergtälern der Umgebung von Le Locle. Früher versickerte ein Teil des Wassers im verkarsteten Untergrund und ein Teil ergoss sich über Wasserfälle in einer großen, zugänglichen Karsthöhle, in der jahrhundertelang die Höhlenmühlen von Le Locle eingerichtet waren. Seit 1890 wird das Wasser des Bied einem Wasserkraftwerk am Oberlauf der Rançonnière zugeführt. Dazu wurde durch den Bergriegel des Col de Roches ein Stollen bis in die Nähe der Rançonnière-Quelle gebohrt. Von dort fließt das Wasser in einem 600 Meter langen Druckrohr auf der rechten Seite des Bachbetts mit einem Gefälle von 80 Metern zum Kraftwerk. Das früher durch die Höhlenmühlen von Le Locle fließende Wasser erreichte die Rançonnière aus kleinen Karstquellen erst in ihrem Unterlauf.
Die Rançonnière fließt nach Nordwesten, anfänglich etwa 80 m auf Schweizer Gebiet und dann auf ungefähr 2,5 km als Grenzfluss zu Frankreich. Das Kraftwerk befindet sich im Grenzbereich auf dem rechten, dem Schweizer Ufer. Der Unterlauf der Rançonnière durchquert westlich der Ortschaft Les Brenets die sumpfige Ebene von Les Goudebas, die als Flachmoor von nationaler Bedeutung und als Amphibienlaichgebiet von nationaler Bedeutung geschützt ist. Das Gebiet der Flussmündung in den vom Doubs durchflossenen Lac des Brenets liegt in ganzer Breite auf Schweizer Gebiet. Bei der Mündung überquert eine Nebenstrasse, die Fortsetzung der Kantonsstrasse 169, den Fluss und die Landesgrenze. Neben dem Fluss steht die Schweizer Zollstation von Les Pargots.

### Zuflüsse
- Les Comboles (rechts)
- Chez Sagne (rechts)